# Uh Oh (album)
Albums de Patrick Watson
Better in the Shade
(2022)
Singles
1. Silencio
Sortie : 22 novembre 2024
2. Gordon in the Willows
Sortie : 28 février 2025
3. Peter and the Wolf
Sortie : 4 juin 2025

Uh Oh est le huitième album studio de Patrick Watson et de son groupe musical de rock indépendant canadien, dont la sortie est prévue pour le 26 septembre 2025 sous le label Secret City Records.
Ce nouvel album est placé sous l'égide des collaborations musicales, Watson ayant invité pour l'occasion plusieurs artistes à participer à sa création : November Ultra, MARO, Klô Pelgag, Martha Wainwright, Charlotte Cardin et Solann, entre autres,.

## Contexte et production

### Genèse et titre
L'idée de Uh Oh est venue à Patrick Watson lors d'un épisode de trois mois durant lesquels il avait perdu la voix. Craignant de ne jamais plus pouvoir chanter, il a alors consacré sa création musicale à l'écriture de chansons pour d'autres artistes :
« Je me suis dit que ce serait cool d’écrire des chansons pour toutes ces artistes différentes que je veux vraiment entendre chanter. Je trouverai comment me sortir de cette situation de cette façon-là. Car ma voix n’était pas censée revenir. Et quand elle est revenue, je trouvais encore qu’avoir toutes ces autres voix sur l’album était plus intéressant que seulement la mienne. »
Le titre, quant à lui, fait référence à l'onomatopée prononcée face à un problème ; la vie étant une « suite de uh oh » selon Watson.

### Enregistrement et production
L'album a été enregistré à Montréal, La Nouvelle-Orléans, Los Angeles, Mexico et Paris. Pour la création des chansons, Watson a été accompagné de Mishka Stein, Olivier Fairfield et La Force (Ariel Engle (en)). Les mélodies et la production se veulent minimalistes : deux micros seulement étaient utilisés, avec peu de prises. Pour s'inspirer et améliorer son mixage, Watson a notamment passé deux mois à étudier Up de Cardi B.
Dix artistes exclusivement féminines ont ainsi accompagné Watson dans la création et l'interprétation de cet album : Anachnid, November Ultra, MARO, Charlotte Oleena, La Force, Klô Pelgag, Hohnen Ford, Martha Wainwright, Charlotte Cardin et Solann.
La couverture de l'album est réalisée par Arizona O'Neill.

## Sortie et promotion
Le 15 octobre 2024, Watson sort un nouveau titre intitulé Silencio, en collaboration avec November Ultra : la chanson, enregistrée dans un loft à Montmartre, est inspirée de sa perte de voix,,.
Le 27 février 2025, Watson annonce sur son compte Instagram l'arrivée d'un prochain album comprenant de nombreuses collaborations avec d'autres artistes. Le lendemain, il fait paraître un second single, Gordon in the Willows, en featuring avec la chanteuse québécoise Charlotte Cardin, avec qui il avait déjà travaillé sur la chanson Next to You issue de son album 99 Nights.
L'annonce de la sortie de l'album est faite le 4 juin sur ses réseaux sociaux, avec simultanément la parution d'un nouveau single intitulé Peter and the Wolf,. Un quatrième single, The Wandering, est prévu pour le 20 juin 2025.

## Liste des titres
| No  | Titre                                              | Durée |
| --- | -------------------------------------------------- | ----- |
| 1.  | Silencio (Featuring November Ultra)                |       |
| 2.  | Peter and the Wolf                                 |       |
| 3.  | The Wandering (Featuring MARO)                     |       |
| 4.  | Choir in the Wires                                 |       |
| 5.  | Uh Oh (Featuring Charlotte Oleena)                 |       |
| 6.  | The Lonely Nights (Featuring La Force)             |       |
| 7.  | Ami imaginaire (Featuring Klô Pelgag)              |       |
| 8.  | Postcards (Featuring Hohnen Ford)                  |       |
| 9.  | House on Fire (avec Martha Wainwright)             |       |
| 10. | Gordon in the Willows (Featuring Charlotte Cardin) |       |
| 11. | Ça va (Featuring Solann)                           |       |